# اسکورودنویه
اسکورودنویه (انگلیسی: Skorodnoye) یک شهرک در بخش گوبکینسکی استان بلگورود کشور روسیه است.